# Xian de Yuanling
Le xian de Yuanling (沅陵县 ; pinyin : Yuánlíng Xiàn) est un district administratif de la province du Hunan en Chine. Il est placé sous la juridiction de la ville-préfecture de Huaihua.

## Démographie
La population du district était de 636 095 habitants en 1999.